# Plaza Elíptica metróállomás
Plaza Elíptica metróállomás Spanyolország fővárosában, Madridban a madridi metró 6-os és 11-es vonalán. Tulajdonosa és üzemeltetője a Consorcio Regional de Transportes de Madrid.

## Metróvonalak
Az állomást az alábbi metróvonalak érintik:
- 6-os metróvonal
- 11-es metróvonal

## Kapcsolódó állomások
A metróállomáshoz az alábbi állomások vannak a legközelebb:
- Abrantes (La Fortuna, 11-es metróvonal)
- Opañel (Laguna, 6-os metróvonal, külső hurok)
- Usera (Laguna, 6-os metróvonal, belső hurok)